# I Am the King
Pour plus de détails, voir Fiche technique et Distribution.
I Am the King (hangeul : 나는 왕이로소이다 ; RR : Naneun Wangirosoida), aussi appelé I Am a King, est une comédie historique sud-coréenne réalisée par Jang Gyu-seong et sortie en 2012 en Corée du Sud. Inspirée du roman Le Prince et le Pauvre de Mark Twain, elle se déroule durant la période Joseon et l'acteur principal Ju Ji-hoon joue le double rôle d'un roi et d'un mendiant.
Le film dépeint les trois mois précédant l'ascension au trône de Choong-nyeong (le futur Sejong le Grand). Il n'y a aucune trace de cette période cruciale dans les Annales de la dynastie Joseon, qui retracent l'histoire de la dynastie Joseon de 1413 à 1865. Alors que pour les générations futures, le roi Sejong est une figure quasi-légendaire de l'histoire de la Corée pour sa création de l'alphabet coréen et pour avoir fait progresser la recherche scientifique et le droit du pays, il est connu alors qu'il était encore le prince Choong-nyeong comme un rat de bibliothèque reclus.
Il totalise presque 800 000 entrées au box-office sud-coréen de 2012 (en), ce qui est un résultat faible.

## Synopsis
Alors que ses frères aînés les princes Yangnyeong et Hyoryeong (en) ont échoué à impressionner le roi Taejong, celui-ci ordonne à Choong-nyeong de lui succéder sur le trône. Le prince, qui refuse catégoriquement de devenir roi et veut juste mener une vie heureuse et sans stress enfoui dans ses livres, s'échappe du palais avant la cérémonie de couronnement.
Durant sa fuite, il tombe sur un esclave ivre de mauvaise humeur nommé Deok-chil, qui est venu au palais pour sauver l'amour de sa vie capturé et mis en prison car son père est suspecté d'être un espion.
Deok-chil ressemble comme deux gouttes d'eau au prince qui saisit instantanément cette occasion d'échanger d'identité avec lui. Mais alors que Choong-nyeong s'aventure à l'extérieur des murs du palais, il commence à ouvrir les yeux sur l'extrême pauvreté de la population et expérimente la vie de l'homme ordinaire.

## Fiche technique
- Titre original : 나는 왕이로소이다
- Titre international : I Am the King
- Réalisation : Jang Gyu-seong
- Scénario : Hwang Seong-gu (en)
- Photographie : Kim Dong-cheon
- Montage : Shin Min-kyeong
- Musique : Kim Jeon-seok
- Production : Kang Young-mo, Kim Won-geok et Lee Seong-jin
- Société de production : Daisy Entertainment
- Société de distribution : Lotte Entertainment
- Pays d’origine :  Corée du Sud
- Langue originale : coréen
- Format : couleur
- Genre : historique
- Durée : 120 minutes
- Date de sortie :
  -  Corée du Sud : 8 août 2012
  -  Viêt Nam : 16 novembre 2012
  -  Chine : 11 mai 2013

## Distribution
- Ju Ji-hoon : le prince Choong-nyeong/Deok-chil
- Park Yeong-gyu (en) : le roi Taejong
- Baek Yun-shik : Hwang Hui (en)
- Byun Hee-bong : Shin Ik-yeok
- Kim Soo-ro : le guerrier Hwang-goo
- Im Won-hee : Hae-koo
- Lee Hanee : Soo-yeon
- Im Hyeong-joon (en) : Jang Yeong-sil
- Baek Do-bin : le prince Yangnyeong
- Kim So-hyun : Sol-bi